# Aucuparia
Aucuparia là một chi thực vật có hoa trong họ Hoa hồng.